# 刘宗林
刘宗林（1958年11月—），湖南靖州人。侗族。1977年9月参加工作，1977年10月加入中国共产党。湘潭大学文秘专业本科，中共中央党校在职研究生班经济学专业毕业。中华人民共和国政治人物。

## 生平
历任中共怀化地委办公室秘书科副科长、科长，综合科科长，副秘书长等职。1991年至1992年出任中共通道县委副书记、县长:533，1992年升任中共通道县委书记:479，1995年升任中共怀化地委委员、秘书长；怀化撤地建市后，刘宗林又先后担任该市党委常委、常务副市长，市委副书记等职。
2006年9月，刘宗林从家乡怀化前往湖南省会长沙，任湖南省国土资源厅副厅长。2008年7月，任中共湖南省委农村工作部部长、省政府农村工作办公室主任、党组书记。2013年4月，任湖南省农业厅厅长、党组书记。2014年7月，任湖南省农业委员会党组书记、主任。
2018年1月，刘宗林退居二线，转任湖南省人大农业与农村委员会主任委员，卸任後，他繼續以湖南师范大学中国乡村振兴研究院副院长、湖南农业大学客座教授的身份活躍於湖南省內外。